# Getter (tecnologia del vuoto)

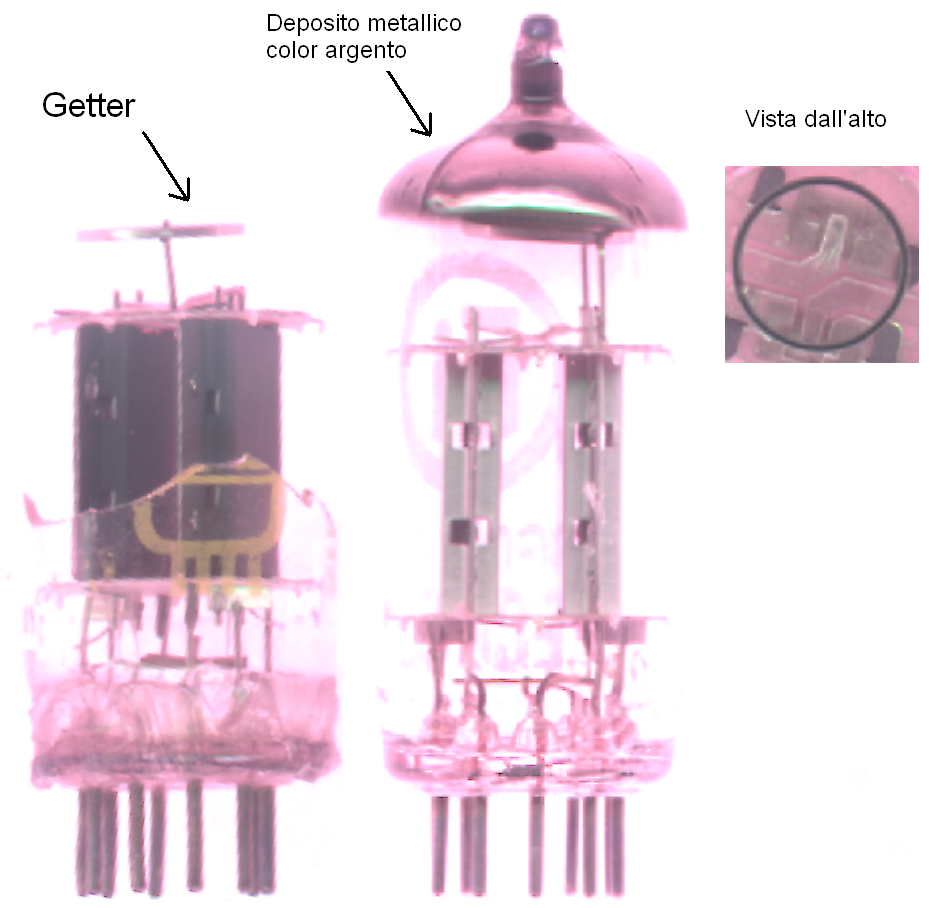
Schema di getter

Un getter (assorbente in lingua inglese) è un componente utilizzato nella tecnologia del vuoto per prevenire la persistenza di gas residui allo stato libero dove è necessario mantenere uno stato di vuoto, quali ad esempio i tubi catodici dei televisori. Normalmente si tratta di piccoli contenitori ad anello riempiti con metalli che si ossidano assai rapidamente, nella maggior parte dei casi bario.
Quando l'ambiente da trattare è stato portato allo stato di vuoto e sigillato, il getter viene riscaldato ad alta temperatura (spesso per induzione elettromagnetica) provocando l'evaporazione del metallo, che reagisce con qualsiasi gas residuo e di solito lascia un deposito metallico di color argento all'interno del tubo. Se la tenuta viene a mancare, ad esempio per una piccola crepa nell'involucro, questo deposito reagisce con l'ossigeno atmosferico e diventa bianco. 
Involucri per usi speciali, o di grandi dimensioni, usano getter di tipo particolare.

## Altri tipi di getter
Oltre al bario, possono essere utilizzati come getter l'alluminio, il magnesio, il calcio, il sodio, lo stronzio, il cesio ed il fosforo. Negli ultimi trenta anni sono stati inventati altri  tipi di getters, più efficienti, di tipo " non evaporabile", basati su leghe metalliche. In particolare vanno  ricordate le leghe zirconio-alluminio (St 101), zirconio-vanadio-ferro  (St 707) e zirconio-nichel (St 198). Questi getter  trovano le maggiori applicazioni nel campo dei dispositivi industriali sotto  vuoto, nel campo delle lampade ad alta efficienza e  anche nella purificazione dei gas inerti.